# Castelnaudary
Castelnaudary  est une commune française située dans le nord-ouest du département de l'Aude, en région Occitanie.
Sur le plan historique et culturel, la commune fait partie de l'ancienne province Lauragais, l'ancien « Pays de Cocagne », lié à la fois à la culture du pastel et à l’abondance des productions, et de « grenier à blé du Languedoc ». Exposée à un climat méditerranéen, elle est drainée par le canal du Midi, le Fresquel, le ruisseau de Glandes, le ruisseau de l'Argentouire, le ruisseau de Tréboul, le ruisseau de Fendeille, le ruisseau de Laval Basse et par deux autres cours d'eau.
Castelnaudary est une commune urbaine qui compte 12 212 habitants en 2022, après avoir connu une forte hausse de la population depuis 1975. Elle appartient à l'unité urbaine de Castelnaudary et fait partie de l'aire d'attraction de Castelnaudary. Ses habitants sont appelés les Chauriens et Chauriennes.
La ville est connue pour son cassoulet, dont elle se proclame la capitale mondiale, et qui est célébré chaque année en août depuis 2000.

## Géographie

### Localisation
Castelnaudary est située entre Toulouse et Carcassonne en plein cœur du Lauragais, dont elle était la capitale avant la création des départements en 1790. Elle se trouve dans la plaine du Lauragais avec au nord les contreforts de la montagne Noire et au sud les collines de la Piège qui précèdent les contreforts des Pyrénées. Castelnaudary est au cœur du sillon Lauragais dans sa partie la plus large (environ 8 km). À l'ouest, le sillon se prolonge vers Toulouse et se referme au niveau du seuil de Naurouze. À l'est, il se referme progressivement jusqu'à Carcassonne. C'est aussi la plus grosse commune du Lauragais et elle en est aujourd'hui la capitale après que Laurac a détenu ce statut jusqu'au XIVe siècle.
Castelnaudary est aussi au centre de l'aire d'attraction de Castelnaudary et de l'unité urbaine de Castelnaudary.

### Communes limitrophes
Castelnaudary est limitrophe de onze autres communes.
Les communes limitrophes sont Fendeille, Issel, Mas-Saintes-Puelles, Mireval-Lauragais, Peyrens, Ricaud, Saint-Martin-Lalande, Saint-Papoul, Souilhanels, Souilhe et Villeneuve-la-Comptal.
| Souilhe, Souilhanels        | Peyrens       | Issel                                   |
| Ricaud, Mas-Saintes-Puelles | Castelnaudary | Saint-Papoul                            |
| Villeneuve-la-Comptal       | Fendeille     | Saint-Martin-Lalande, Mireval-Lauragais |

### Géologie et relief
La superficie de la commune est de 47 km2, ce qui en fait une commune relativement grande comparée aux autres communes de l'Aude. Son altitude varie de 145  à   215 mètres.
Castelnaudary se situe dans le sillon de la très fertile plaine du Lauragais. Le sol est constitué de molasse dite « de Castelnaudary ».
Castelnaudary se situe en zone de sismicité 1 (sismicité très faible).

### Voies de communication et transport
Castelnaudary est située sur un axe Bordeaux - Narbonne. La commune est accessible par l'autoroute A61 sortie  21 et par la route nationale 113 reliant Toulouse à Narbonne et à Nîmes et en parallèle la départementale 33 qui rejoint Bram et Carcassonne. La route départementale 624 permet d'accéder au nord-ouest à Albi en passant par Revel puis par Castres. Au nord-ouest, la route départementale 103 rejoint Saissac puis Mazamet par la route départementale 118. Au sud, la route départementale 6 rejoint Mirepoix puis Foix par la route départementale 119 en Ariège. Enfin, la route départementale 623 permet d'accéder à Limoux dans le département de l'Aude. Le réseau routier autour de Castelnaudary est principalement concentré dans le sillon Lauragais avec l'autoroute A61 et la route nationale 113. Ces deux axes sont fortement empruntés pour des trajets domicile - travail. En effet, de nombreux habitants de Castelnaudary et de la région lauragaise travaillent à Toulouse augmentant un flux domicile-travail entre Castelnaudary et Toulouse en pleine croissance. Cet axe est aussi emprunté en période de vacances pour de longs trajets. Mais ce flux transite essentiellement par l'autoroute. Les axes secondaires vers le nord et le sud sont moins empruntés car ils mènent vers des régions rurales en déclin.
Par le rail, la gare de Castelnaudary reçoit les trains (TGV, Téoz et TER) de la ligne Toulouse - Narbonne - Perpignan/Montpellier. Il existe aussi des liaisons directes de jour et de nuit Paris-Austerlitz - Castelnaudary, par Téoz ou Lunéa.
Par avion : soit l'aéroport Toulouse-Blagnac soit l'aéroport de Carcassonne Salvaza et l'aérodrome de Castelnaudary - Villeneuve pour l'aviation légère.

### Hydrographie
La commune est dans la région hydrographique « Côtiers méditerranéens », au sein du bassin hydrographique Rhône-Méditerranée-Corse. Elle est drainée par le canal du Midi, le Fresquel, le ruisseau de Glandes, le ruisseau de l'Argentouire, le ruisseau de Tréboul, le ruisseau de Fendeille, le ruisseau de Laval Basse, la Crusole et la Goutine, qui constituent un réseau hydrographique de 34 km de longueur totale,.
Le canal du Midi, d'une longueur totale de 239,8 km, est un canal de navigation à bief de partage qui relie Toulouse à la mer Méditerranée depuis le xviie siècle.
Le Fresquel, d'une longueur totale de 63 km, prend sa source dans la commune de Baraigne et s'écoule d'ouest en est. Il traverse la commune et se jette dans l'Aude à Carcassonne, après avoir traversé 22 communes.
Le ruisseau de Glandes, d'une longueur totale de 12,8 km, prend sa source dans la commune de Labécède-Lauragais et s'écoule vers le sud. Il traverse la commune et se jette dans le Fresquel sur le territoire communal, après avoir traversé 4 communes.
Le ruisseau de l'Argentouire, d'une longueur totale de 16,3 km, prend sa source dans la commune des Brunels et s'écoule vers le sud. Il traverse la commune et se jette dans le Fresquel à Saint-Papoul, après avoir traversé 5 communes.
Le ruisseau de Tréboul, d'une longueur totale de 22,5 km, prend sa source dans la commune de Mas-Saintes-Puelles et s'écoule vers le sud-est. Il traverse la commune et se jette dans le Fresquel à Villepinte, après avoir traversé 7 communes.

### Climat
Pour des articles plus généraux, voir Climat de l'Occitanie et Climat de l'Aude.
En 2010, le climat de la commune est de type climat du Bassin du Sud-Ouest, selon une étude s'appuyant sur une série de données couvrant la période 1971-2000. En 2020, Météo-France publie une typologie des climats de la France métropolitaine dans laquelle la commune est exposée à un climat océanique altéré et est dans la région climatique Aquitaine, Gascogne, caractérisée par une pluviométrie abondante au printemps, modérée en automne, un faible ensoleillement au printemps, un été chaud (19,5 °C), des vents faibles, des brouillards fréquents en automne et en hiver et des orages fréquents en été (15 à 20 jours).
Pour la période 1971-2000, la température annuelle moyenne est de 13,4 °C, avec une amplitude thermique annuelle de 15,9 °C. Le cumul annuel moyen de précipitations est de 699 mm, avec 9,6 jours de précipitations en janvier et 5,3 jours en juillet. Pour la période 1991-2020, la température moyenne annuelle observée sur la station météorologique installée sur la commune est de 14,1 °C et le cumul annuel moyen de précipitations est de 707,4 mm,. Pour l'avenir, les paramètres climatiques de la commune estimés pour 2050 selon différents scénarios d'émission de gaz à effet de serre sont consultables sur un site dédié publié par Météo-France en novembre 2022.
| Mois                                  | jan.             | fév.             | mars            | avril         | mai           | juin           | jui.          | août          | sep.            | oct.            | nov.            | déc.            | année      |
| ------------------------------------- | ---------------- | ---------------- | --------------- | ------------- | ------------- | -------------- | ------------- | ------------- | --------------- | --------------- | --------------- | --------------- | ---------- |
| Température minimale moyenne (°C)     | 3,3              | 3,3              | 5,4             | 7,6           | 11,2          | 14,8           | 16,7          | 16,8          | 13,8            | 11,1            | 6,6             | 4               | 9,6        |
| Température moyenne (°C)              | 6,4              | 7,1              | 10,1            | 12,5          | 16,2          | 20,2           | 22,5          | 22,7          | 19,2            | 15,4            | 10              | 7,2             | 14,1       |
| Température maximale moyenne (°C)     | 9,6              | 11               | 14,7            | 17,5          | 21,1          | 25,7           | 28,4          | 28,6          | 24,6            | 19,6            | 13,4            | 10,3            | 18,7       |
| Record de froid (°C) date du record   | −15,6 16.01.1985 | −16,4 16.02.1956 | −9,4 01.03.05   | −4 13.04.1958 | −1 01.05.1960 | 4,6 17.06.1978 | 7 17.07.1973  | 6 31.08.1964  | 3 29.09.1972    | −2,2 25.10.1991 | −7,6 22.11.1998 | −12 28.12.1962  | −16,4 1956 |
| Record de chaleur (°C) date du record | 20 16.01.1955    | 23,9 27.02.19    | 27,7 21.03.1990 | 30,5 09.04.11 | 33,8 30.05.01 | 39,9 17.06.22  | 40 06.07.1982 | 42,7 23.08.23 | 35,6 08.09.1966 | 32,8 10.10.23   | 25,4 02.11.1970 | 22,8 18.12.1989 | 42,7 2023  |
| Précipitations (mm)                   | 66,6             | 47,3             | 54,6            | 77,5          | 78,4          | 61             | 37,9          | 47,9          | 51,2            | 59,9            | 67,2            | 57,9            | 707,4      |

## Toponymie
Attestée sous les formes latines Castellum novum quod cognominatur Arri en 1118, Castrum novum Darri en 1274[réf. nécessaire].
Dans le nom de cette ville l'on trouve une contraction de mots d'origines occitane et basque. D’un côté, castelnau est lié à l'occitan castèlnòu c’est-à-dire « château nouveau » ou plus littéralement « château neuf », le d qui suit est encore occitan (c'est une apocope de la préposition de) et finalement ary est le mot basque (h)arri signifiant pierre. Ainsi, sous Castelnaudary se cache « nouveau château de pierre » ou plus probablement « château neuf du rocher »[réf. nécessaire].

## Urbanisme

### Typologie
Au 1er janvier 2024, Castelnaudary est catégorisée centre urbain intermédiaire, selon la nouvelle grille communale de densité à 7 niveaux définie par l'Insee en 2022.
Elle appartient à l'unité urbaine de Castelnaudary, une agglomération intra-départementale dont elle est ville-centre,. Par ailleurs la commune fait partie de l'aire d'attraction de Castelnaudary, dont elle est la commune-centre,. Cette aire, qui regroupe 34 communes, est catégorisée dans les aires de moins de 50 000 habitants,.

### Occupation des sols
L'occupation des sols de la commune, telle qu'elle ressort de la base de données européenne d’occupation biophysique des sols Corine Land Cover (CLC), est marquée par l'importance des territoires agricoles (86,2 % en 2018), en diminution par rapport à 1990 (89,7 %). La répartition détaillée en 2018 est la suivante : terres arables (72,4 %), zones agricoles hétérogènes (12,2 %), zones urbanisées (7,7 %), zones industrielles ou commerciales et réseaux de communication (5,6 %), cultures permanentes (1 %), prairies (0,6 %), forêts (0,6 %). L'évolution de l’occupation des sols de la commune et de ses infrastructures peut être observée sur les différentes représentations cartographiques du territoire : la carte de Cassini (XVIIIe siècle), la carte d'état-major (1820-1866) et les cartes ou photos aériennes de l'IGN pour la période actuelle (1950 à aujourd'hui).

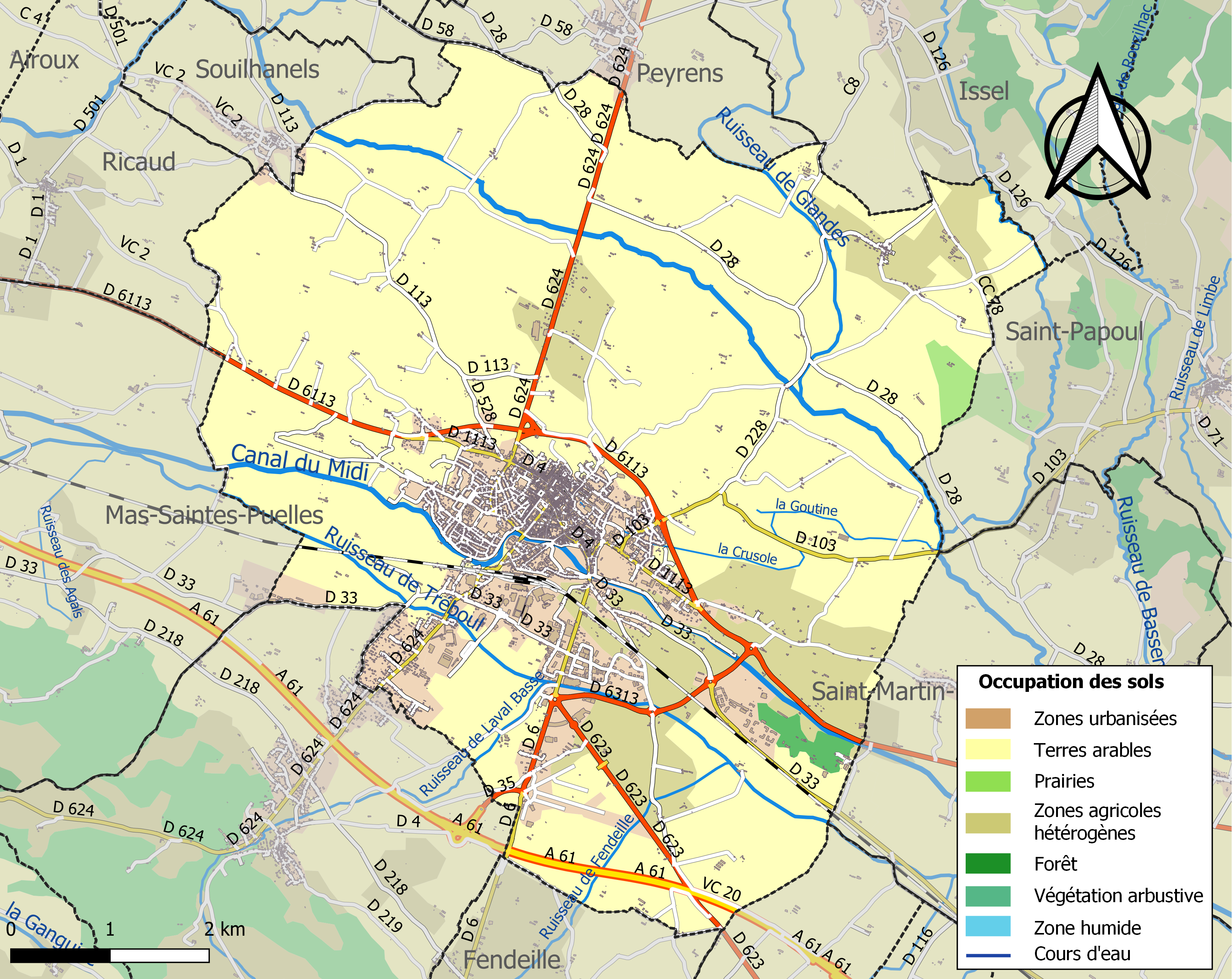
Carte des infrastructures et de l'occupation des sols de la commune en 2018 (CLC).

### Logement
Castelnaudary comptait 5 044 logements en 1999. Les constructions neuves sont peu présentes puisqu'en 1999, seulement 5,7 % des résidences principales étaient postérieure à 1990. A contrario, les constructions antérieures à 1949 représentaient 38,1 % du parc.
88,5 % des logements sont des résidences principales, réparties à 66,3 % en maisons individuelles et à 33,7 % en appartements (respectivement 59,1 % et 40,9 % dans la région). La ville possède donc une majorité de logements individuels contrairement au reste de la région qui est plus équilibré,. 47,9 % des habitants sont propriétaires de leur logement, contre 47,4 % qui ne sont que locataires (respectivement 56,8 % et 37,6 % dans la région),.
Avec 596 logements HLM soit 13,3 % du parc en 1999 (10 % dans la région), la ville ne respecte pas les dispositions de l’article 55 de la loi solidarité et renouvellement urbain (SRU) de décembre 2000 fixant à 20 % le taux minimum de logements sociaux pour les communes les plus importantes. On peut noter en outre que le nombre de logements vacants était assez important en 1999 avec 8,9 % du parc contre seulement 7,7 % dans la région.
En 2014-2015 26 logements ont été construits à la nouvelle résidence les vallons des griffouls.
La plupart des habitations possèdent 4 pièces (61,1 %), ou 3 pièces (21,7 %), puis 2 pièces (12 %). Les petits logements sont très peu nombreux (studios : 5,2 %). La ville possède par conséquent des logements de taille importante signe d'un territoire facile d'accès et permettant de réaliser de grandes constructions de type pavillonnaire. Enfin il faut préciser que ces logements sont bien dotés puisque 85,2 % ont le chauffage central et 55,1 % possèdent un garage, box ou parking (respectivement 76,5 % et 61,7 % pour la région).

### Risques majeurs
Le territoire de la commune de Castelnaudary est vulnérable à différents aléas naturels : météorologiques (tempête, orage, neige, grand froid, canicule ou sécheresse), inondations et séisme (sismicité très faible). Il est également exposé à deux risques technologiques, le transport de matières dangereuses et  le risque industriel. Un site publié par le BRGM permet d'évaluer simplement et rapidement les risques d'un bien localisé soit par son adresse soit par le numéro de sa parcelle.

#### Risques naturels
Certaines parties du territoire communal sont susceptibles d’être affectées par le risque d’inondation par débordement de cours d'eau, notamment le ruisseau de l'Argentouire, le Fresquel, le ruisseau de Glandes, le canal du Midi et le ruisseau de Tréboul. La commune a été reconnue en état de catastrophe naturelle au titre des dommages causés par les inondations et coulées de boue survenues en 1982, 1992, 1998, 2000, 2009, 2011 et 2018,.

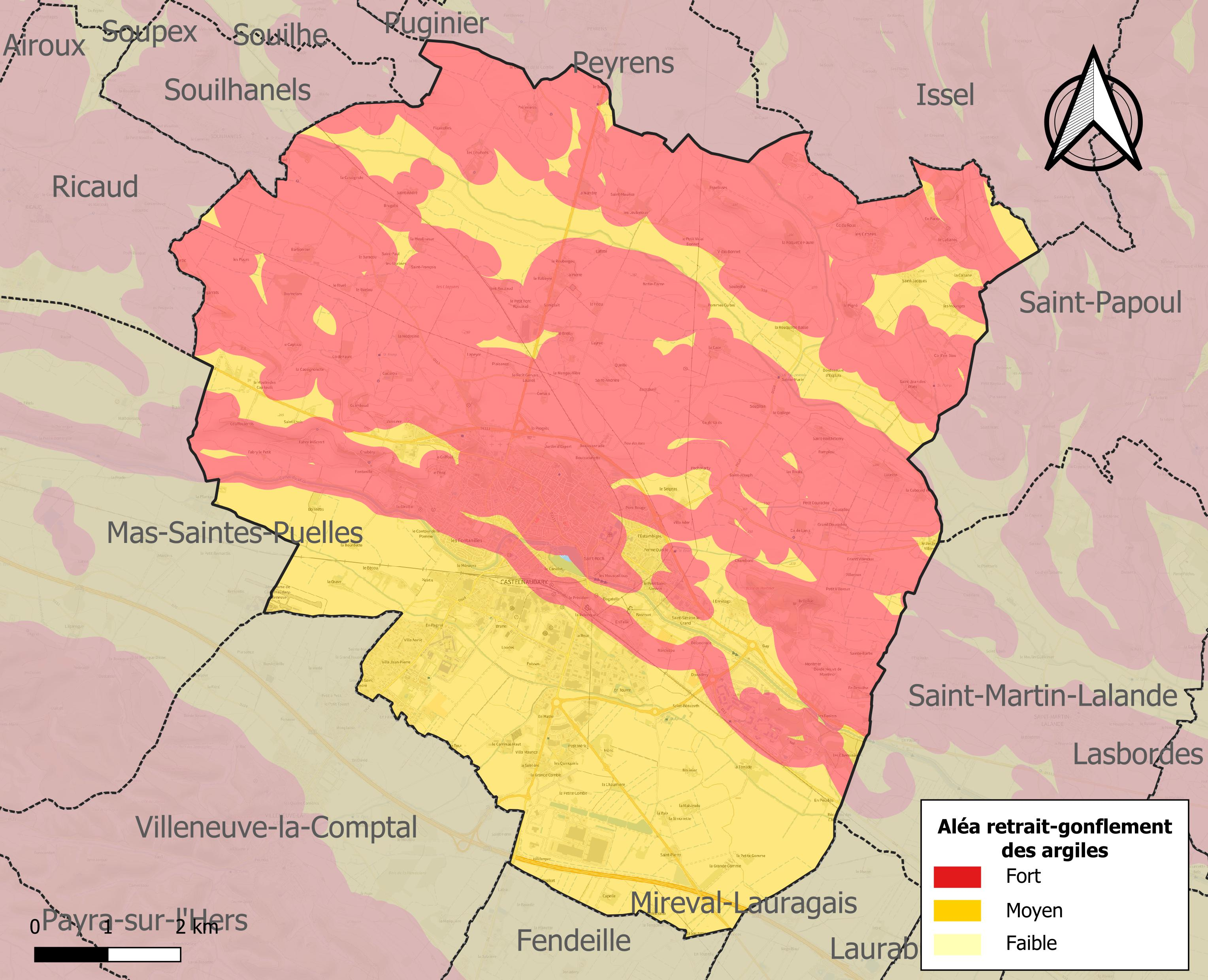
Carte des zones d'aléa retrait-gonflement des sols argileux de Castelnaudary.

Le retrait-gonflement des sols argileux est susceptible d'engendrer des dommages importants aux bâtiments en cas d’alternance de périodes de sécheresse et de pluie. La totalité de la commune est en aléa moyen ou fort (75,2 % au niveau départemental et 48,5 % au niveau national). Sur les 3 663 bâtiments dénombrés sur la commune en 2019, 3663 sont en aléa moyen ou fort, soit 100 %, à comparer aux 94 % au niveau départemental et 54 % au niveau national. Une cartographie de l'exposition du territoire national au retrait gonflement des sols argileux est disponible sur le site du BRGM,.

#### Risques technologiques
La commune est exposée au risque industriel du fait de la présence sur son territoire d'une entreprise soumise à la directive européenne SEVESO.
Le risque de transport de matières dangereuses sur la commune est lié à sa traversée par une route à fort trafic et une ligne de chemin de fer. Un accident se produisant sur de telles infrastructures est en effet susceptible d’avoir des effets graves au bâti ou aux personnes jusqu’à 350 m, selon la nature du matériau transporté. Des dispositions d’urbanisme peuvent être préconisées en conséquence.

## Histoire

### Antiquité
Simple mutatio sur la voie romaine qui reliait Narbo (Narbonne) à Tolosa (Toulouse), Castelnaudary se nommait alors Sostomagus et était peuplée par les Volques Tectosages. En 333, l'anonyme de Bordeaux, en route vers Jérusalem, y passa et nota sur son itinéraire : mutatio Sostomago.

### Moyen Âge
Au tout début l'on trouve un château, le château neuf d’Arius ou Castellum Novum Arri, dont la première mention officielle remonte à 1103.

Lors de la croisade des Albigeois, Simon IV de Montfort, chef des croisés, y est assiégé (siège de Castelnaudary) par les comtes de Toulouse et de Foix en 1211 ; l'issue fut l'abandon du siège par les comtes de Toulouse et de Foix.
Le 31 octobre 1355, en pleine guerre de Cent Ans, la ville est mise à sac par les hordes du Prince Noir, qui, parties de Bordeaux, ravagent la Gascogne, puis le Lauragais, jusqu'à Narbonne, évitant soigneusement les places les mieux défendues. La ville est pillée, détruite, et les habitants massacrés.
En juillet 1464, le roi Louis XI (1423-1483) confirme, par lettres patentes, les privilèges de la ville octroyés par ses prédécesseurs, de sorte qu'elle s'accroisse.

### La bataille de Castelnaudary
C'est devant Castelnaudary qu'a lieu la rencontre décisive entre les troupes royalistes du maréchal de Schomberg et les troupes de Gaston d'Orléans, frère du roi, et du duc de Montmorency, gouverneur du Languedoc, le 1er septembre 1632. Les deux ducs avaient conspiré avec Marie de Médicis, mère de Louis XIII contre le cardinal de Richelieu. Capturé dès le début de la bataille, Montmorency est condamné à mort et décapité à Toulouse le 30 octobre 1632
L'armée du maréchal de Schomberg ne consistait qu'en 1 000 ou 1 200 cavaliers et 1 000 hommes de pied, soit à peine la moitié de l'armée de Monsieur, qui avait aussi trois canons. Elle se rangea dans une grande pièce de terre labourée, nommée la Fite, environnée de larges fossés et de chemins creux, entre Castelnaudary d’un côté, et l'armée de Monsieur de l'autre. Il mit sa cavalerie au centre, et son infanterie sur les deux ailes. Les deux armées, séparées par le Fresquel, étant en présence à un quart de lieue de Castelnaudary.
Le duc de Montmorency passe le Fresquel sur le pont de brique, à la tête de l'avant-garde, avec 200 cavaliers et le régiment d'infanterie de Languedoc.
L'infanterie des deux armées escarmouche d'abord chacune de son poste avec beaucoup de vivacité pendant une demi-heure.
La cavalerie royale, sous les ordres du marquis de Brézé, s'avance alors pour attaquer celle de Monsieur par la droite et par la gauche ; mais elle trouve de si grands fossés et une telle résistance, qu'il ne lui est pas possible de passer.
Le duc de Montmorency décide alors, de façon tout à fait téméraire, de charger la cavalerie royale de sa gauche, en dépit d'un fossé large de trois à quatre toises, et sans appuis préalables de l'artillerie. À la tête d'un escadron de 100 cavaliers, il s'avance jusqu'à vingt-cinq ou trente pas du camp royaliste mais essuie une si rude décharge de mousqueterie que ceux qui ne sont pas tués (une douzaine) ou mis hors de combat prennent la fuite. Le duc pousse son cheval, franchit le fossé, suivi seulement de six autres cavaliers n'ayant pas voulu l'abandonner, renverse tout ce qui se présente et perce jusqu'au septième rang, à travers une grêle de coups de mousquet. Il est atteint de 17 blessures et son cheval tombe enfin raide mort et l'entraîne avec lui. Trois des autres cavaliers sont tués et trois autres blessés et faits prisonniers.
La compagnie des gens-d'armes du duc de Montmorency ne put franchir le fossé et les tirs de l'infanterie royale pour aller à son secours. Le régiment de cavalerie du marquis de Trichasteau, à la droite de l’avant-garde, voulut alors marcher, mais La Ferté-Imbault, maréchal de camp, s'y opposa, n’ayant pas l’ordre de Monsieur.
Après la capture du duc de Montmorency, La Ferté-Imbault sollicite les gendarmes de Monsieur d’aller au combat mais l’épouvante est trop grande et il n’y a pas moyen de les y faire résoudre. On ne voit de tous côtés que des compagnies toutes entières à se sauver à course de cheval. La fin du combat de Castelnaudary ne dura guère plus d’une demi heure, et il n'y eut qu’une partie de l’avant-garde de l'armée de Monsieur qui combattit, tout le reste demeura dans l’inaction. La Ferté-Imbault organise alors la retraite du duc d'Orléans.

### Le canal du Midi
Deux dates importantes : commission du canal du Midi en 15 mai 1681 et construction de l'île de la Cybèle en 1754.

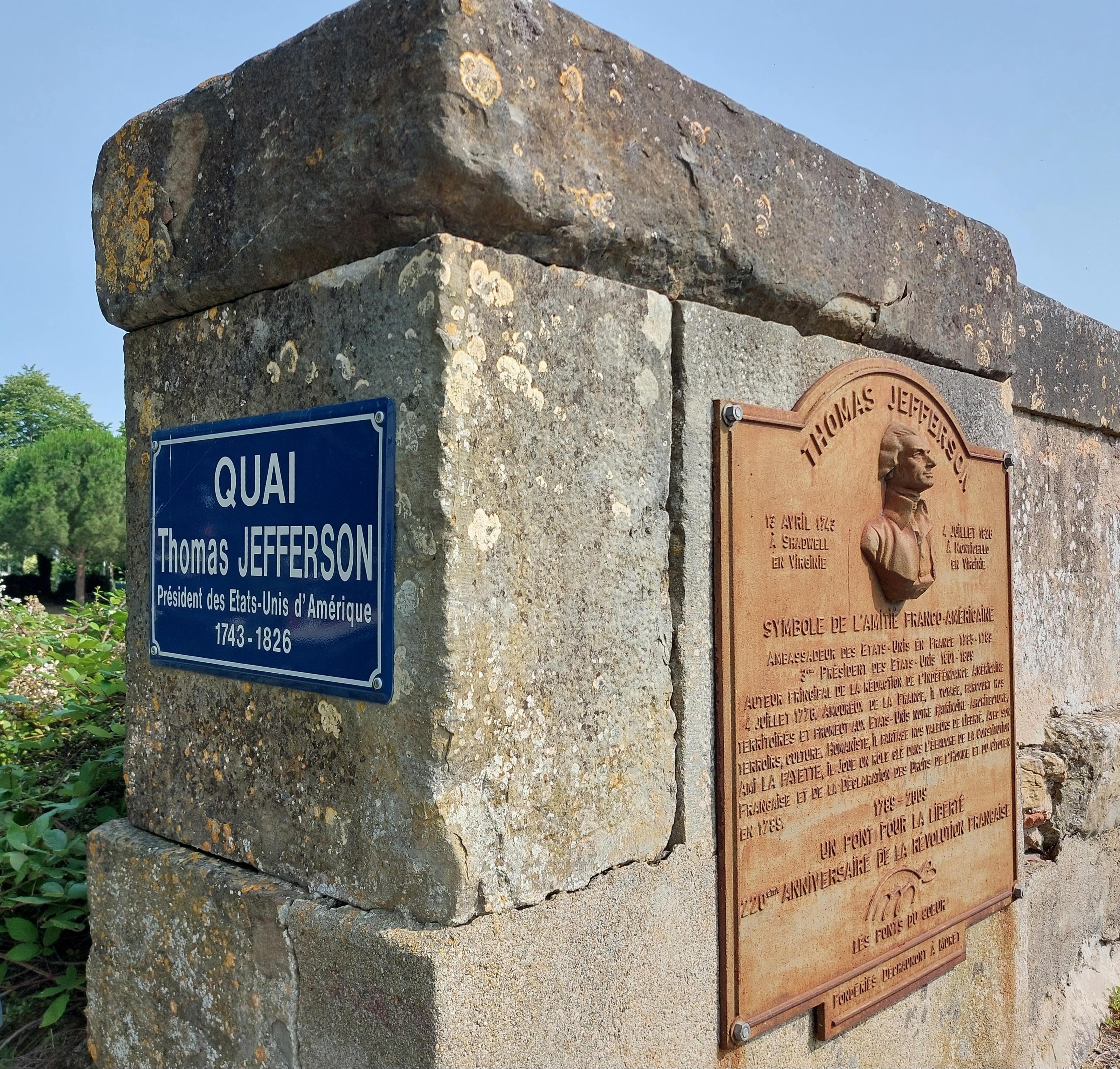
Quai et plaque commémorative dédiés à Thomas Jefferson en mémoire de son passage à Castelnaudary en mai 1787.

Sur la demande des habitants de la ville, Pierre-Paul Riquet, concepteur du canal du Midi (alors canal royal du Languedoc), et François Andréossy, géomètre expert, ont fait de Castelnaudary le cœur technologique de cet ouvrage, par la construction du Grand Bassin. C'est la seule étendue d'eau de cette dimension (7 hectares) entre Toulouse et Sète. Le point de vue sur la ville est admirable : d'un côté les écluses Saint-Roch sont une illustration de l'art et de la technique de l'ouvrage ; de l'autre, l'île de la Cybèle conçue, en ce pays de vent, comme brise-lames. Imaginez ce Grand Bassin couvert de gabares chargeant le grain pour Sète et la Méditerranée, ou pour Toulouse, la Garonne et l'océan Atlantique !

### Époque contemporaine
En 1790, Castelnaudary est intégrée au département de l'Aude et érigée en chef-lieu de district, et en sous-préfecture en 1800. Elle est supprimée en 1926.
Le canal du Midi, sillonné par des bateaux de plaisance, s'ouvre au tourisme international. Exemple d'une magnifique reconversion depuis son classement en 1997 à l'inventaire du patrimoine mondial, par l'UNESCO.

### Seconde Guerre mondiale
Jean Mistler, maire de Castelnaudary depuis 1935, continue ses fonctions sous le gouvernement Pétain. Le 13 juin 1942, il accueille Pétain par un discours au kiosque à musique.
Le 12 novembre 1942. La 19e armée allemande s'installe à Castelnaudary et au château des Cheminières de la Piège à la montagne Noire.
Le 13 août 1944, les alliés mitraillent un convoi allemand en gare de Castelnaudary. Le 20 août 1944, les Allemands font exploser un train de munitions en représailles. Le quartier de la gare est alors en partie détruit. La résistance livre ses ultimes combats où meurent le docteur Mazet et Louis Greffier.
La municipalité de monsieur Alymayrac est remplacée par un comité de libération Jean Tuffery. En janvier 1945, dû à la demande du préfet, il désigne la municipalité provisoire de Joseph Degrave,.

## Politique et administration

### Administration municipale
Le nombre d'habitants au recensement de 2011 étant compris entre 10 000 habitants et 19 999 habitants au dernier recensement, le nombre de membres du conseil municipal est de trente trois,.

### Budget et fiscalité
Le budget municipal principal 2006 totalisait 14 939 000 euros d'investissement et 8 412 000 euros de fonctionnement.
La taxe d'habitation prélevée par la commune était en 2006 de 12,61 %, la taxe foncière sur les propriétés bâties était de 33,66 % et la taxe professionnelle de 17,35 % (taux intercommunal).

### Rattachements administratifs et électoraux
Commune faisant partie de l'arrondissement de Carcassonne de la communauté de communes de Castelnaudary Lauragais Audois et du canton du Bassin chaurien (avant le redécoupage départemental de 2014, Castelnaudary était le chef lieu de l'ex-canton de Castelnaudary).

### Tendances politiques et résultats

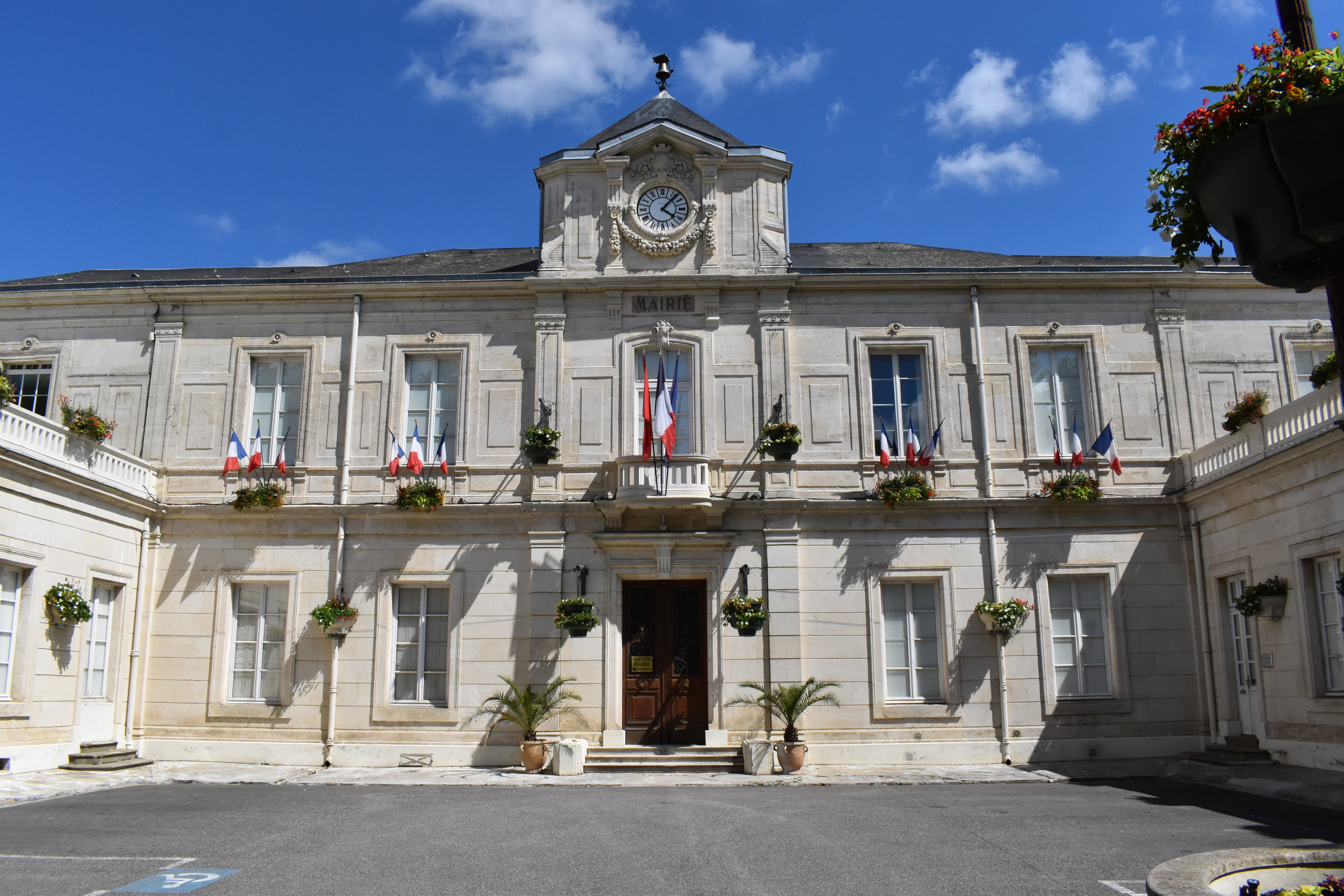
Mairie de Castelnaudary.

Castelnaudary cultive l'alternance politique, les électeurs ayant choisi un maire de gauche pour les élections municipales entre 1945 et 1971. Puis, entre 1971 et 1995, deux maires de droite se sont succédé. Depuis 1995, Patrick Maugard est le maire de Castelnaudary.
À l'élection présidentielle de 2002, le premier tour a vu arriver en tête Jacques Chirac avec 22,06 %, suivi de Lionel Jospin avec 21,73 %, puis de Jean-Marie Le Pen avec 18,63 % et enfin François Bayrou avec 5,25 %, aucun autre candidat ne dépassant le seuil des 5 %. Au second tour, les électeurs ont voté à 80,50 % pour Jacques Chirac contre 19,50 % pour Jean-Marie Le Pen avec un taux d’abstention de 18,61 %, résultat assez proche des tendances nationales (respectivement 82,21 % et 17,79 % ; abstention 20,29 %) avec cependant deux points supplémentaires pour Jean-Marie Le Pen.
Au référendum sur le traité constitutionnel pour l’Europe du 29 mai 2005, les chauriens ont voté contre la Constitution Européenne, avec 55,67 % de Non contre 44,33 % de Oui avec un taux d’abstention de 29,32 % (France entière : non à 54,67 % ; oui à 45,33 %). Ces chiffres ne suivent pas la tendance départementale de l'Aude (non à 64,62 % ; oui à 35,38 %) démontrant le caractère plus privilégié des habitants, l'électorat ayant choisi le vote positif étant, selon les analystes politiques, le fait d'une population plus privilégiée économiquement et d'un plus haut niveau d'éducation que la moyenne des Français.
À l’élection présidentielle de 2007, le premier tour a vu se démarquer en tête Nicolas Sarkozy avec 31,86 %, suivi par Ségolène Royal avec 28,91 %, François Bayrou avec 14,84 %, Jean-Marie Le Pen avec 12,91 % et enfin Olivier Besancenot avec 3,20 %, aucun autre candidat ne dépassant le seuil des 2 %. Le second tour a vu arriver en tête 52,74 % pour Nicolas Sarkozy (national : 53,06 %) contre Ségolène Royal avec 47,26 % (résultat national : 46,94 %).
Le chiffre important de la droite à l'élection présidentielle n'a pas empêché Patrick Maugard, le maire socialiste sortant, d'être réélu au premier tour des élections municipales de 2008 avec un score approchant 67 % des suffrages exprimés.
Lors de l'Élection présidentielle française de 2012, au premier tour c'est François Hollande qui est arrivé en tête avec 31,71 %, suivi par Nicolas Sarkozy avec 25,75 % des votes, suit Marine Le Pen qui obtient 19,62 % des suffrages, Jean-Luc Mélenchon obtient 10,66 % des suffrages.
Au second tour, c'est François Hollande qui arrive en tête avec 53,34 % des votes contre 46,66 % pour Nicolas Sarkozy.
Aux élections législatives de 2012, le candidat PS Jean-Paul Dupré arrive en tête et est élu avec 59,47 % des voix sur Castelnaudary et 62,95 %  sur la circonscription, tandis que le candidat UMP Emmanuel Bresson obtient 40,53 % sur Castelnaudary et 37,05 %  sur la circonscription.
Lors de l'Élection présidentielle française de 2017, au premier tour c'est Marine Le Pen qui est arrivé en tête avec 24,14 %, suivi par Emmanuel Macron avec 21,82 % des votes, suit Jean-Luc Mélenchon qui obtient 19,37 % des suffrages, François Fillon obtient 19,04 % des suffrages.
Au second tour, c'est Emmanuel Macron qui arrive en tête avec 60,69 % des votes contre 39,04 % pour Marine Le Pen.
Lors de l'Élection présidentielle française de 2022, au premier tour c'est Marine Le Pen qui est arrivé en tête avec 25,88 %, suivi par Emmanuel Macron avec 23,14 % des votes, suit Jean-Luc Mélenchon qui obtient 19,28 % des suffrages, Éric Zemmour obtient 8,93 % des suffrages.
Au second tour, c'est Emmanuel Macron qui arrive en tête avec 50,64 % des votes contre 49,36 % pour Marine Le Pen.
Aux élections législatives de 2024, le candidat RN Julien Rancoule arrive en tête avec 41,72 % des voix sur Castelnaudary et 44,70 %  sur la circonscription, tandis que le candidat NFP Philippe Andrieu obtient 33,71 % sur Castelnaudary et 32,67 % sur la circonscription.
Au second tour, c'est Philippe Andrieu (NFP) qui gagnera avec 50,43 % à Castelnaudary. Julien Rancoule (RN) aura à Castelnaudary 49,57 % des voix. Mais ce sera Julien Rancoule qui sera élu à la troisième circonscription de l'Aude avec 52,07 %.

### Labels
Castelnaudary a été récompensée par une fleur au palmarès 2007 du concours des villes et villages fleuris
En 2009, le port de Castelnaudary se voit décerner le label Pavillon Bleu d'Europe.

### Jumelages
- Marradi (Italie) depuis le 14 juillet 1991[51].

## Population et société

### Démographie
L'évolution du nombre d'habitants est connue à travers les recensements de la population effectués dans la commune depuis 1793. Pour les communes de plus de 10 000 habitants les recensements ont lieu chaque année à la suite d'une enquête par sondage auprès d'un échantillon d'adresses représentant 8 % de leurs logements, contrairement aux autres communes qui ont un recensement réel tous les cinq ans,.

En 2022, la commune comptait 12 212 habitants, en évolution de +8,91 % par rapport à 2016 (Aude : +2,65 %, France hors Mayotte : +2,11 %).
| 1793  | 1800  | 1806  | 1821  | 1831  | 1836   | 1841  | 1846  | 1851  |
| ----- | ----- | ----- | ----- | ----- | ------ | ----- | ----- | ----- |
| 7 871 | 7 610 | 7 924 | 9 493 | 9 886 | 10 186 | 9 993 | 9 635 | 9 992 |

| 1856  | 1861  | 1866  | 1872  | 1876  | 1881   | 1886   | 1891   | 1896  |
| ----- | ----- | ----- | ----- | ----- | ------ | ------ | ------ | ----- |
| 9 652 | 9 584 | 9 075 | 9 328 | 9 042 | 10 059 | 10 105 | 10 059 | 9 720 |

| 1901  | 1906  | 1911  | 1921  | 1926  | 1931  | 1936  | 1946  | 1954  |
| ----- | ----- | ----- | ----- | ----- | ----- | ----- | ----- | ----- |
| 9 397 | 9 362 | 9 542 | 7 921 | 7 891 | 8 054 | 8 246 | 8 073 | 8 765 |

| 1962  | 1968  | 1975   | 1982   | 1990   | 1999   | 2006   | 2011   | 2016   |
| ----- | ----- | ------ | ------ | ------ | ------ | ------ | ------ | ------ |
| 9 343 | 9 936 | 10 118 | 10 750 | 10 970 | 10 851 | 11 575 | 11 876 | 11 213 |

| 2021   | 2022   | - | - | - | - | - | - | - |
| ------ | ------ | - | - | - | - | - | - | - |
| 12 448 | 12 212 | - | - | - | - | - | - | - |

| selon la population municipale des années : | 1968 | 1975 | 1982 | 1990 | 1999 | 2006 | 2009 | 2013 |
| Rang de la commune dans le département      | 4    | 4    | 3    | 3    | 3    | 3    | 3    | 3    |
| Nombre de communes du département           | 439  | 436  | 435  | 437  | 438  | 438  | 438  | 438  |

Castelnaudary est aussi au centre de l'aire urbaine de Castelnaudary et de l'unité urbaine de Castelnaudary.

### Enseignement
L'éducation est assurée dans la commune de Castelnaudary de la crèche, en passant par l'école maternelle et l'école élémentaire, collège avec le collège privé bilingue Jeanne-d'Arc de Castelnaudary, jusqu'aux lycées : le lycée polyvalent Germaine-Tillion et le lycée professionnel agricole Pierre-Paul-Riquet.
En juin 2009, le lycée Jeanne-d'Arc ferma ses portes après avoir vu ses élèves de terminale passer le bac. La ville abrite également une antenne de l'École nationale de l'aviation civile.

### Cultes
Castelnaudary dispose de sept lieux de culte catholiques, l'église Saint-Jean-Baptiste, la collégiale Saint-Michel, l'église Saint François, la chapelle Notre-Dame-de-Pitié, la chapelle Saint-Roch, la chapelle Saint-Jacques, la chapelle du monastère de l'Action de Grâce (sœurs clarisses).
Le culte protestant se célèbre à l'église protestante évangélique de la rue des Carmes, et à l'église protestante Unie de la rue Saint Jean.
La communauté musulmane sunnite est accueillie à la mosquée de la rue Marfan.

### Sports
La ville de Castelnaudary est une ville très sportive où plus de trente disciplines sont pratiquées.
Le club de rugby à XV est le club phare de la ville, le Rugby Olympique Castelnaudary (ou RO Castelnaudary) évoluant en Championnat de France de 1ère Division Fédérale.
Club de football, le Club Olympique de Castelnaudary évoluant en division d'honneur régionale (DHR) en senior, en 1re division district en U19, en Ligue Honneur pour les U17 et U15.
Club d'Aviron, Aviron Lauragais qui évolue sur le canal du Midi.
La ville fut étape du Tour de France 1969.
Installations sportives
1. Parc du Millénaire qui comprend plusieurs salles, pour les pratiques du basket-ball, du handball, du volley-ball, du badminton, de la gymnastique, des arts martiaux, de la musculation ainsi que des sports de plein air.
2. Complexe Pierre-de-Coubertin qui comprend, un gymnase couvert des piscines avec bassins intérieur et extérieur, des terrains de tennis dont un couvert, un stade d'honneur, des aires EPS, une piste d'athlétisme et un skate-park.
3. Complexe de la Giraille qui comprend, un terrain de foot, un terrain de rugby, un terrain beach volley, des terrains de tennis.
4. Stand de tir de Burnels, et des boulodromes : couvert et extérieur. Pétanque et pétanque lyonnaise[62].

### Services publics
Castelnaudary possède un établissement public de santé (centre hospitalier Jean-Pierre-Cassabel), un service départemental d'incendie et de secours, un pôle gendarmerie, une poste, un centre de renseignements fiscaux, une trésorerie générale, un office de tourisme.

### Vie militaire
Les 1re et 2e compagnies du groupement d'instruction de la Légion étrangère (GILE), dépendant du 1er régiment étranger quitte Corte et la Corse en 1976 et s'installent à Castelnaudary au quartier « Lapasset ». Rejointes en août 1977 par la compagnie d'instruction des cadres, ces unités deviennent le régiment d'instruction de la Légion étrangère (RILE), aux ordres du colonel Forcin, le 1er septembre 1977. Régiment école de la Légion, il a pour missions essentielles de former les engagés volontaires ; de former les spécialistes au niveau du 1er degré en matière de transmission, auto engin toutes armes, administration et restauration collective ; de former et perfectionner les cadres non-officiers, dans la branche « combat de l’infanterie » du 1er et 2e degré. Il est articulé en une compagnie de commandement et de services, trois compagnies d’engagés volontaires, d’une compagnie d’instruction des cadres et d'une compagnie d'instruction des spécialistes.
Le 1er juin 1980, le ministre de la Défense nationale crée le 4e régiment étranger, par changement d'appellation du RILE. Il est implanté au nouveau quartier Capitaine-Danjou, depuis le 15 novembre 1986. Il garde les missions de son prédécesseur et fait partie du « socle » du commandement de la Légion étrangère.
De 1919 à 1923, Castelnaudary a accueilli le 143e régiment d'infanterie en garnison.

## Économie

### Revenus
En 2018, la commune compte 4 738 ménages fiscaux, regroupant 9 630 personnes. La médiane du revenu disponible par unité de consommation est de 18 470 € (19 240 € dans le département). 37 % des ménages fiscaux sont imposés (39,9 % dans le département).

### Emploi
|                | 2008   | 2013   | 2018   |
| -------------- | ------ | ------ | ------ |
| Commune        | 10,1 % | 13,1 % | 10,6 % |
| Département    | 10,2 % | 12,8 % | 12,6 % |
| France entière | 8,3 %  | 10 %   | 10 %   |

En 2018, la population âgée de 15 à 64 ans s'élève à 7 356 personnes, parmi lesquelles on compte 72,5 % d'actifs (61,8 % ayant un emploi et 10,6 % de chômeurs) et 27,5 % d'inactifs,. Depuis 2008, le taux de chômage communal (au sens du recensement) des 15-64 ans est inférieur à celui du département, mais supérieur à celui de la France.
La commune est la commune-centre de l'aire d'attraction de Castelnaudary,. Elle compte 7 340 emplois en 2018, contre 7 048 en 2013 et 6 949 en 2008. Le nombre d'actifs ayant un emploi résidant dans la commune est de 4 594, soit un indicateur de concentration d'emploi de 159,8 % et un taux d'activité parmi les 15 ans ou plus de 52,9 %.
Sur ces 4 594 actifs de 15 ans ou plus ayant un emploi, 2 947 travaillent dans la commune, soit 64 % des habitants. Pour se rendre au travail, 63,3 % des habitants utilisent un véhicule personnel ou de fonction à quatre roues, 4,8 % les transports en commun, 14,4 % s'y rendent en deux-roues, à vélo ou à pied et 17,6 % n'ont pas besoin de transport (travail au domicile).

### Activités hors agriculture

#### Secteurs d'activités
1 147 établissements sont implantés  à Castelnaudary au 31 décembre 2019. Le tableau ci-dessous en détaille le nombre par secteur d'activité et compare les ratios avec ceux du département,.
| Secteur d'activité                                                                                        | Commune | Commune | Département |
| Secteur d'activité                                                                                        | Nombre  | %       | %           |
| --- | ------- | ------- | ----------- |
| Ensemble                                                                                                  | 1 147   | 100 %   | (100 %)     |
| Industrie manufacturière, industries extractives et autres                                                | 104     | 9,1 %   | (8,8 %)     |
| Construction                                                                                              | 110     | 9,6 %   | (14 %)      |
| Commerce de gros et de détail, transports, hébergement et restauration                                    | 373     | 32,5 %  | (32,3 %)    |
| Information et communication                                                                              | 23      | 2 %     | (1,6 %)     |
| Activités financières et d'assurance                                                                      | 53      | 4,6 %   | (2,7 %)     |
| Activités immobilières                                                                                    | 75      | 6,5 %   | (5,2 %)     |
| Activités spécialisées, scientifiques et techniques et activités de services administratifs et de soutien | 143     | 12,5 %  | (13,3 %)    |
| Administration publique, enseignement, santé humaine et action sociale                                    | 176     | 15,3 %  | (13,2 %)    |
| Autres activités de services                                                                              | 90      | 7,8 %   | (8,8 %)     |

Le secteur du commerce de gros et de détail, des transports, de l'hébergement et de la restauration est prépondérant sur la commune puisqu'il représente 32,5 % du nombre total d'établissements de la commune (373 sur les 1 147 entreprises implantées  à Castelnaudary), contre 32,3 % au niveau départemental.

#### Entreprises et commerces
Les cinq entreprises ayant leur siège social sur le territoire communal qui génèrent le plus de chiffre d'affaires en 2020 sont : 
- Durum, commerce de gros (commerce interentreprises) de céréales, de tabac non manufacturé, de semences et d'aliments pour le bétail (168 571 k€) ;
- SA Mial, hypermarchés (34 492 k€) ;
- Global Foods Solutions - GFS, commerce de gros (commerce interentreprises) de viandes de boucherie (30 126 k€) ;
- Conserverie Du Languedoc, fabrication de plats préparés (30 122 k€) ;
- Arterris Distribution, commerce de détail de fleurs, plantes, graines, engrais, animaux de compagnie et aliments pour ces animaux en magasin spécialisé (28 057 k€).

Un marché hebdomadaire se tient tous les lundis le long du cours de la République et des rues adjacentes,.
La ville possède une antenne de la Chambre de commerce et d'industrie de l'Aude qui gère la pépinière d'entreprises CréAude de Castelnaudary.
Le groupe Terreal y dispose d'une usine de production de tuiles.
La Société Coopérative Agricole Arterris y dispose de son siège social.

### Agriculture et agroalimentaire
La commune est dans le Lauragais, une petite région agricole occupant le nord-ouest du département de l'Aude. En 2020, l'orientation technico-économique de l'agriculture  sur la commune est l'exploitation de grandes cultures (hors céréales et oléoprotéagineuses).
|               | 1988  | 2000  | 2010  | 2020  |
| ------------- | ----- | ----- | ----- | ----- |
| Exploitations | 111   | 70    | 60    | 55    |
| SAU (ha)      | 3 986 | 3 828 | 3 754 | 4 348 |

Le nombre d'exploitations agricoles en activité et ayant leur siège dans la commune est passé de 111 lors du recensement agricole de 1988  à 70 en 2000 puis à 60 en 2010 et enfin à 55 en 2020, soit une baisse de 50 % en 32 ans. Le même mouvement est observé à l'échelle du département qui a perdu pendant cette période 60 % de ses exploitations,. La surface agricole utilisée sur la commune a quant à elle augmenté, passant de 3 986 ha en 1988 à 4 348 ha en 2020. Parallèlement la surface agricole utilisée moyenne par exploitation a augmenté, passant de 36 à 79 ha.
La principale activité économique est fondée sur l'agroalimentaire, avec les entreprises agroalimentaires : SODICAS, Arterris, Société Spanghero, Société Audary, Société  Escourrou, Lingodoc rivière SA, La Belle Chaurienne.
L'agriculture est basée sur la culture du haricot de Castelnaudary et des céréales (maïs, blé…).

## Culture locale et patrimoine

### Lieux et monuments
Castelnaudary comporte plusieurs monuments :
- La collégiale Saint-Michel[72]. L'édifice est classé au titre des monuments historiques en 1910[73]. De nombreux objets sont référencés dans la base Palissy (voir les notices liées)[73].
- La chapelle Notre-Dame-de-la-Pitié. Bâtie à l'extérieur des remparts, cette chapelle du XVIe siècle exceptionnelle possède un décor du XVIIIe siècle qui raconte la passion du Christ sous la forme de dix panneaux en bois sculptés.
- Le Présidial.
- Le moulin de Cugarel (XVIIe siècle). Castelnaudary est connu pour ses moulins à vent. Encore au début du XIXe siècle, de vingt à trente moulins ornaient les abords du Grand Bassin. Le moulin du Cugarel constitue un des derniers vestiges de cette époque glorieuse et offre une vue imprenable sur la ville et la plaine du Lauragais.
- L'Apothicairerie (XVIIIe siècle). Construite en 1783 pour les besoins de l'hôpital, le cabinet de pharmacie abrite une remarquable collection de pots de pharmacie en faïence de Moustiers (XVIIIe siècle) et en porcelaine, de style Empire du début du XIXe siècle. L'apothicairerie ne se visite plus, aujourd'hui.
- Église Saint-Jean-Baptiste de Castelnaudary. L'édifice a été inscrit au titre des monuments historiques en 2007[74].
- Église Saint-François de Castelnaudary.
- Chapelle de l'hôpital de Castelnaudary.
- Chapelle Notre-Dame-de-Pitié de Castelnaudary.
- Chapelle Notre-Dame-des-Képis-Blancs de Castelnaudary.
- Croix de Castelnaudary.
- Couvent des Carmes de Castelnaudary.
- Chapelle Saint-Roch de Castelnaudary. L'édifice a été inscrit au titre des monuments historiques en 1990[75].
- Ancien hôtel de ville. L'édifice a été inscrit au titre des monuments historiques en 1948[76].

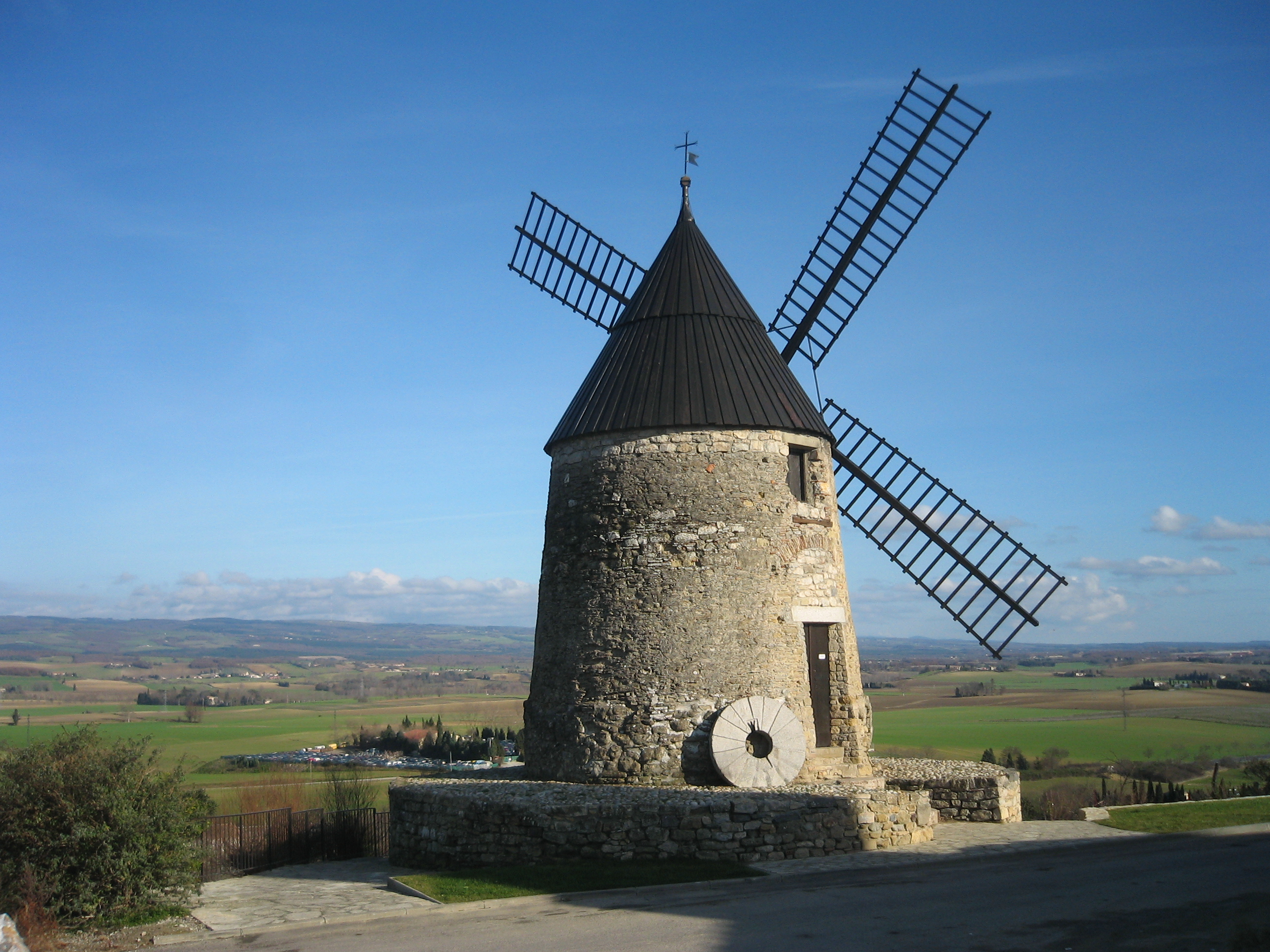
Le moulin de Cugarel, 17e siècle.
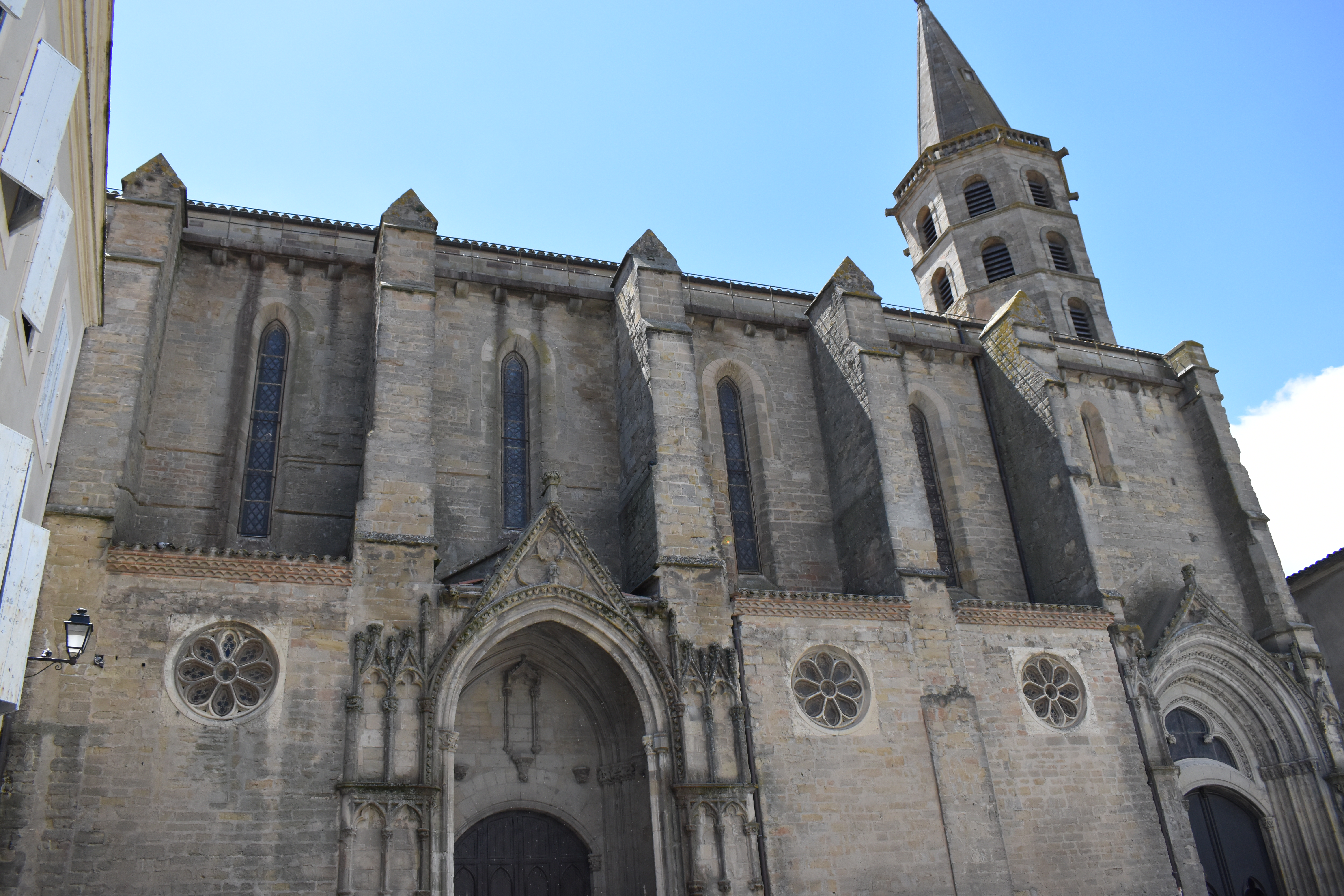
Collégiale Saint-Michel.
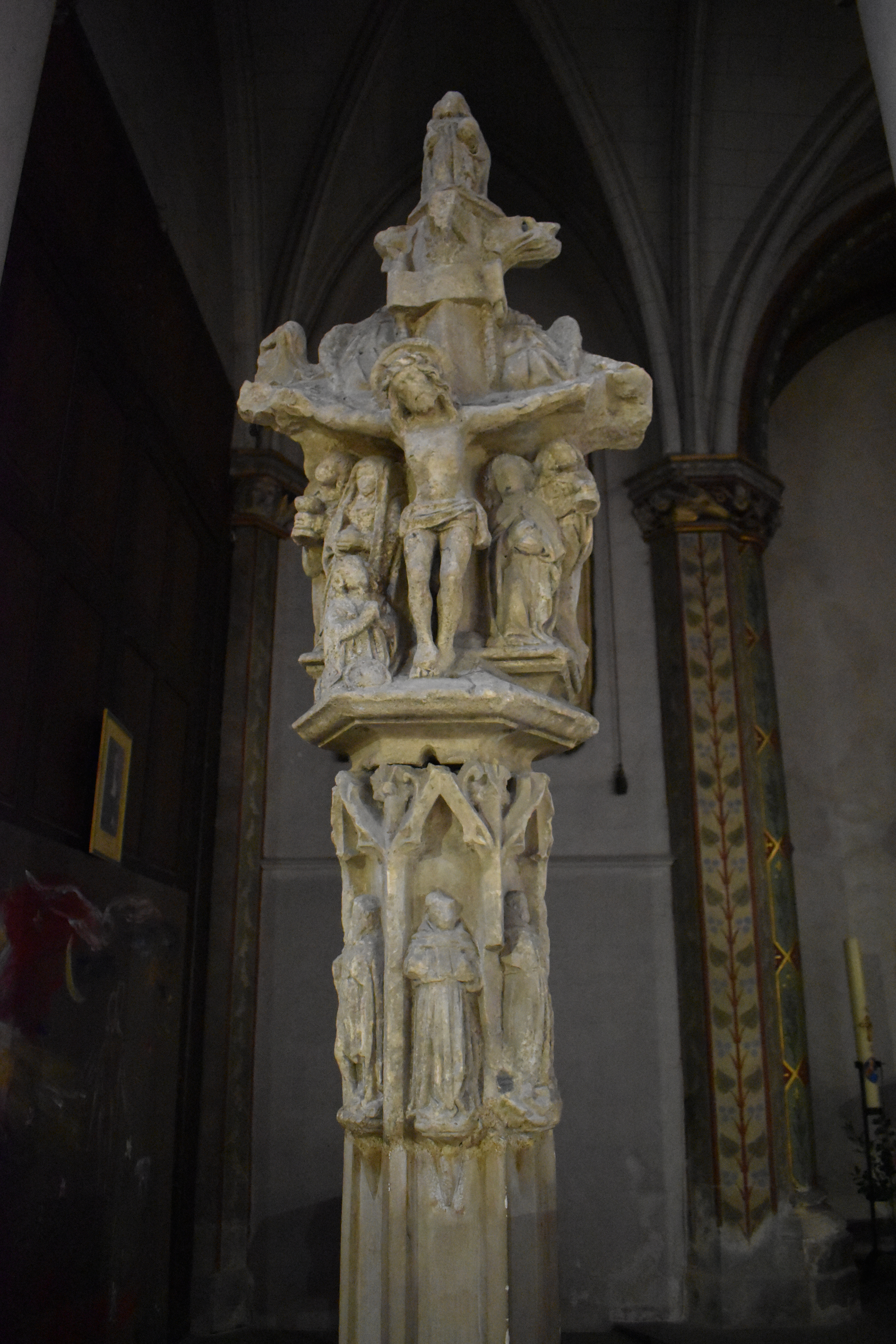
Croix de cimetière, 16e siècle.
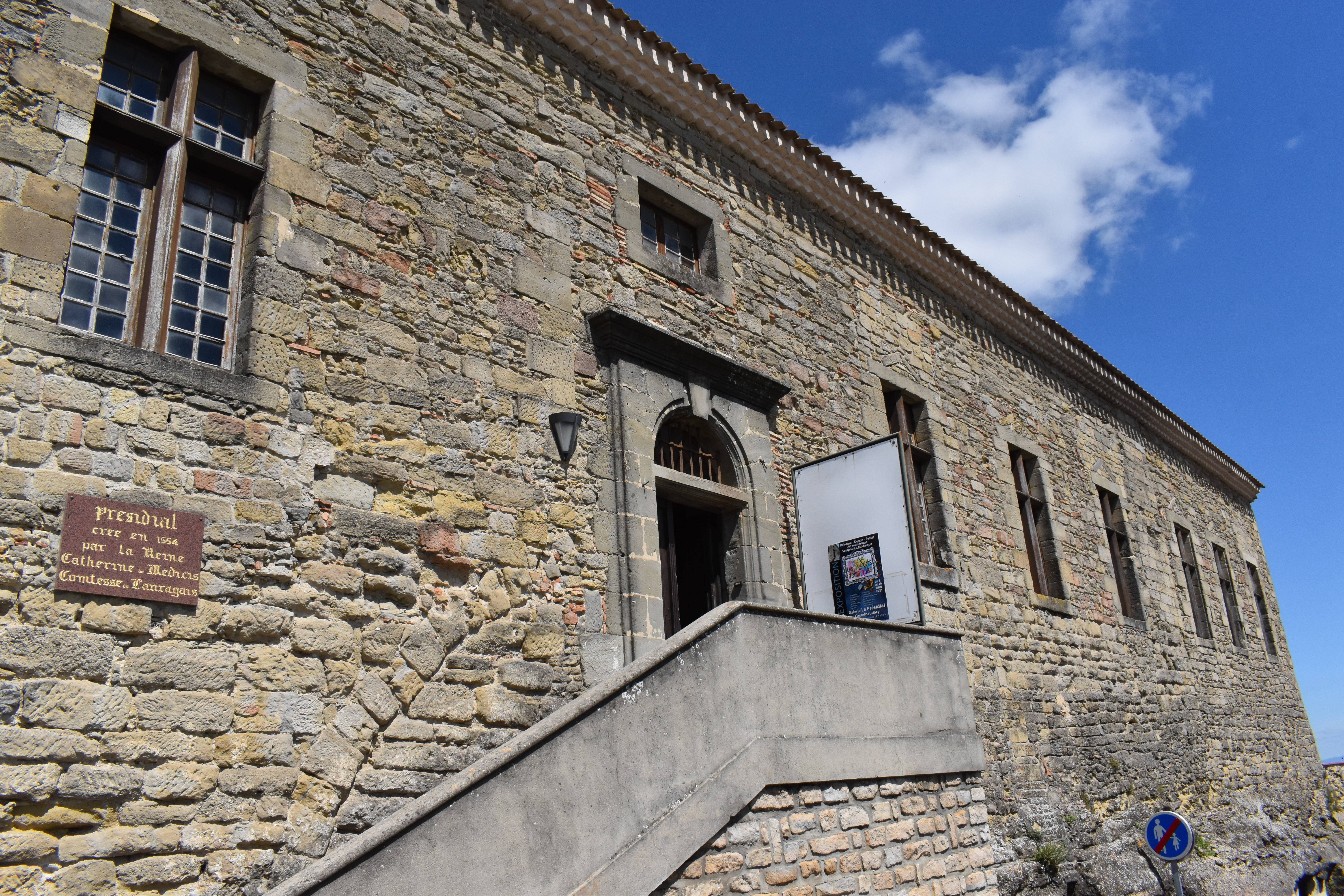
Le Présidial et Musée du Lauragais.

### Héraldique
| Blason de Castelnaudary | Blason  | De gueules à une tour d'argent donjonnée de trois tours de même, au chef d'azur chargé de trois fleurs de lys d'or. |
| Blason de Castelnaudary | Détails | Le statut officiel du blason reste à déterminer.                                                                    |

## Vie locale

### Gastronomie

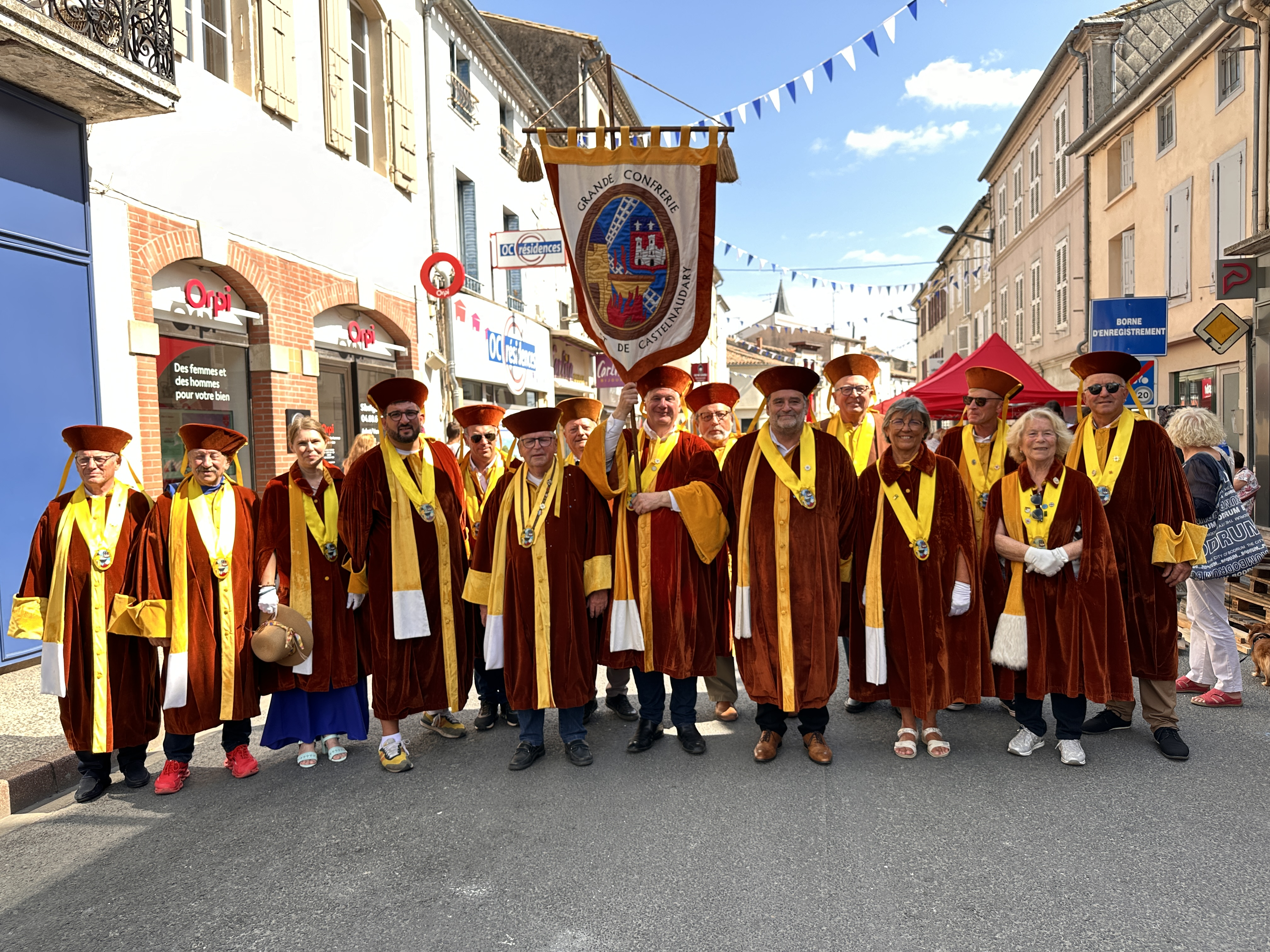
La Grande Confrérie du Cassoulet de Castelnaudary.

Le cassoulet est une spécialité de Castelnaudary, autoproclamée « capitale mondiale du cassoulet ». Il tiendrait son nom de la cassole en terre cuite émaillée fabriquée à Issel non loin de Castelnaudary. Castelnaudary est, avec Toulouse et Carcassonne, l'une des trois villes se disputant l'origine du cassoulet. Sa promotion est assurée principalement depuis 1970 par la « Grande confrérie du cassoulet de Castelnaudary », qui parmi ses dignitaires compte deux anciens présidents de la République et depuis l'an 2000 par l'organisation, chaque été, de la  « Fête du Cassoulet ».
D'autres spécialités sont l'alléluia de Castelnaudary et le castel, des pâtisseries, et le haricot de Castelnaudary.

### Équipements culturels
- Musée du Lauragais
- Théâtre des 3 Ponts
- École de musique municipale
- Médiathèque

### Films et téléfilms tournés à Castelnaudary
- 2020 : Le Canal des secrets  de Julien Zidi[80]
- 2017 : Remi sans famille de Antoine Blossier[81]
- 1994 : L'Enfer de Claude Chabrol[82]
- 1948 : Le Destin exécrable de Guillemette Babin de Guillaume Radot
- 1944 : Vautrin de Pierre Billon

### Vie associative
La vie associative chaurienne représente aujourd'hui plus de 5 000 adhérents répartis dans 147 associations. Engagées dans le domaine du sport, de l'entraide, de la culture ou du patriotisme, elles œuvrent efficacement pour renforcer le lien social de la ville.
Les associations bénéficient d’une palette d’aides : financière, technique et logistique. Ainsi, depuis 2006, elles disposent d’un nouvel équipement : la Maison des Associations.

### Musique
- Union musicale Les Sans-Souci (créée en 1923)

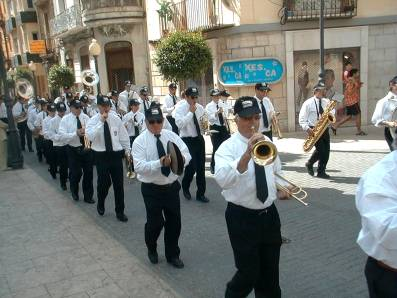
Les Sans-Souci en défilé à Vinaros (Espagne) en mai 2005.

En 1923, de jeunes musiciens bénévoles et amateurs, fils de familles aisées chauriennes, se regroupent et donnent pour nom à leur association « Sans-Souci », puisqu'ils n'ont aucun souci financier.
Aujourd'hui, l'Union musicale, qui vient de fêter ses 80 ans d'existence en 2003, continue de promouvoir la musique amateur, dans un esprit d'amitié et de partage autour de la musique. Elle se compose d'une soixantaine de musiciens, de tous les âges. La formation comprend un orchestre harmonie ainsi qu'une batterie fanfare. Son répertoire est donc très vaste et comprend des pièces classiques, contemporaines, militaires, de jazz, de variétés, ainsi que de la musique traditionnelle et de la musique de films. Les Sans-Souci se produisent également en défilés, au son d'airs de banda et de batterie-fanfare.
Après un classement en deuxième division en juin 2008 à Bédarieux, les Sans-Souci obtiennent un premier prix de première division le 16 mai 2010 au concours national de Quillan.
L'orchestre donne des concerts dans la région, mais aussi à l'étranger : il possède ainsi à son actif des échanges culturels avec : la Suisse, l'Italie, l'Angleterre et plus récemment le Canada (2001-2002) et l'Espagne (2004-2005).
Les Sans-Souci sont actuellement placés sous la présidence de Christophe Cazanave et la direction musicale d'Albert Todo.
L'orchestre reste étroitement lié à l'école municipale de musique, dirigée par Bernard Grimaud, avec laquelle il partage ses locaux, et qui permet aux jeunes (et moins jeunes) élèves musiciens de le rejoindre rapidement. Il est également possible, pour tous les musiciens indépendants qui le souhaitent, de faire partie des Sans-Souci.
Ceux-ci possèdent leur propre hymne, intitulé Hymne des Sans-Souci, sur une musique de l'ancien président Paul Vialette et des paroles d'Eugène Dauzat. Il est repris à la fin de chacun de leurs concerts.